# Karin Carlsson

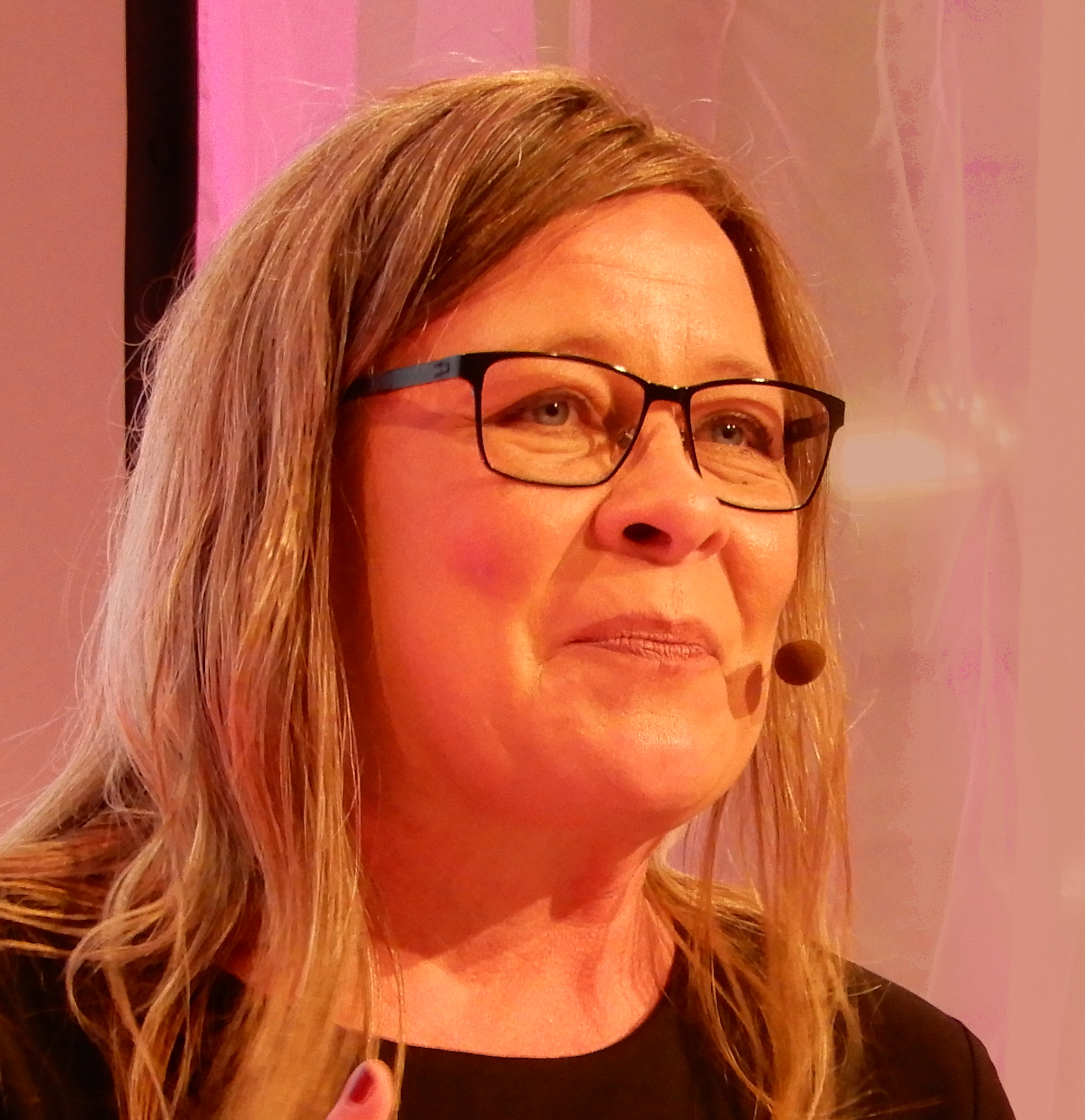
Karin Carlsson på Bokmässan 2022.

Karin Carlsson, född 1973, är en frilansande svensk historiker och författare, tidigare verksam vid Stockholms universitet.

## Biografi
Carlsson disputerade vid historiska institutionen, Stockholms universitet 2014 på en avhandling om hemvårdarinnor.  Hon har därefter forskat och skrivit om bland annat kökets historia, Stockholms historia samt välfärdshistoria, bland annat i nära samarbete med Stockholms stadsmuseum.
År 2020 utkom hon med boken Kvinnosaker om föremål som inneburit stora framsteg eller viktiga landvinningar för kvinnor. Boken är utgiven av Bonniers i nära samarbete med Stockholms kvinnohistoriska.
Hennes böcker har uppmärksammats i en rad medier, däribland TV4, SVT, Sveriges radio, Dagens Industri, Dagens Nyheter, Aftonbladet och Tidskriften Respons.